# Dicastillo
Dicastillo è un comune spagnolo di 676 abitanti situato nella comunità autonoma della Navarra.